# بيكبريتيت الكالسيوم
بيكبريتيت الكالسيوم (أو بيسلفيت الكالسيوم) مركب كيميائي صيغته Ca(HSO3)2، ويوجد على شكل صلب بلوري أبيض.

## التحضير
يمكن تحضير المركب من تمرير غاز ثنائي أكسيد الكبريت في محلول من بيكربونات الكالسيوم؛ أو من تفاعل حمض الكبريتيك مع كربونات الكالسيوم:
{\displaystyle \mathrm {CaCO_{3}+2\ H_{2}SO_{3}\rightarrow Ca(HSO_{3})_{2}+H_{2}O+CO_{2}} }

## الخواص
يوجد المركب في الشروط القياسية على شكل صلب بلوري أبيض، وهو ينحل في الماء بشكل متوسط، ولمحاليله صفة حمضية؛كما أن له خواص اختزالية.

## الاستخدامات
يستخدم بيكبريتيت الكالسيوم ضمن الإضافات في الصناعات الغذائية في بعض البلدان مثل دول الاتحاد الأوروبي وذلك مادةً حافظة ومضادة للتأكسد، حيث له الرقم E227. كما يستخدم المركب في صناعة اللب والورق.